# Louis-Théodore Devilly
Louis-Théodore Devilly, né à Metz le 28 octobre 1818 et mort à Nancy le 24 décembre 1886, est un peintre français du XIXe siècle. Membre de l'École de Metz, il s'installe à Nancy en 1871, après l'annexion. Il est l'auteur de tableaux d'inspiration romantique, aux sujets parfois orientalistes.

## Biographie
Descendant d'une famille de libraires messins, Louis-Théodore Devilly naît à Metz le 28 octobre 1818. Son père, Louis-Jean-Baptiste (1792-1826), qui était un notable messin, membre de l'Académie royale de Metz, décède en 1826. La librairie de son père est alors reprise par sa mère, Félicité Constance Gentil,,. Le jeune Louis-Théodore est attiré par le dessin.
De 1833 à 1835, Louis-Théodore Devilly suit les cours de Laurent-Charles Maréchal, le chef de file  de l'École de Metz. Il gagne ensuite Paris, où il devient l'élève du peintre Paul Delaroche, à l'École des beaux-arts de Paris. Ami de Decamps, d'Aimé de Lemud, de Diaz, de Théophile Gautier, Devilly pratique l'art de la gravure et celui de l'aquarelle. Il participe au Salon de peinture et de sculpture de 1840 à Paris. Il revient à Metz vivre de son art en 1841, ce qui ne l’empêchera pas de participer à d'autre expositions, notamment au Salon de 1852, où il reçoit une médaille d'argent. Ses contemporains apprécient particulièrement ses grandes compositions réalistes, où ses talents de peintre d'histoire peuvent s'exprimer pleinement.
En 1864, Louis-Théodore Devilly est nommé directeur de l'École des beaux-arts de Metz. Après la Guerre franco-allemande de 1870, Devilly opte pour la France et quitte sa ville natale, rattachée à l'Empire allemand. Il s'installe à Nancy, où il prend la direction de l'École des beaux-arts. Après une carrière bien remplie, Louis-Théodore Devilly décède à Nancy le 24 décembre 1886.

## Œuvres
- Le combat de Sidi-Brahim (huile sur toile), musée des beaux-arts de Bordeaux[7].
- Chevaux arabes (huile sur toile), musée des beaux-arts d'Angers[7].
- La Sentinelle ; Le Cavalier aux deux chevaux ;  Le Cavalier ; aquarelles (1883) ;
- Nature morte aux souris huile sur toile ;
- La Partie de cartes, huile sur toile.
- La Mort du Sergent Blandan (1882)[8].